# 亚历山大·潘佐夫
亚历山大·瓦季莫维奇·潘佐夫（俄语：Александр Вадимович Панцов，1955年4月24日—），俄罗斯汉学家、近代史专家。

## 生平
1955年，潘佐夫生于苏联莫斯科州叶戈里耶夫斯克。祖父格奥尔基·鲍里索维奇·爱伦堡是汉学家，曾在莫斯科国立大学任教，出版了苏联第一部关于毛泽东的传记。受祖父的影响，潘佐夫从小就对中国感兴趣。
1978年，潘佐夫毕业于莫斯科国立大学亚非学院，获文学学士学位。期间跟随米哈伊尔·菲利波维奇·尤里耶夫教授学习中国近代史。毕业后进入苏联社会科学院世界劳工运动研究所攻读研究生，1983年获历史学硕士学位，1994年获历史学与比较政治学博士学位。1987年至1988年，曾在中国山东大学博士后科研流动站从事研究工作。1994年，赴美国工作。1999年，成为美国俄亥俄州首都大学人文学院历史学教授、该校爱德华和玛丽·凯瑟琳·格霍德讲席主持者。
2009年8月11日，潘佐夫在女儿达莎、中国社会科学院李玉贞教授、中国军事科学院王福曾教授夫妇的陪同下，将三封李大钊亲笔信捐赠给李大钊纪念馆。
潘佐夫通过借阅俄罗斯国家社会政治史档案馆封存的绝密级卷宗，研究毛泽东的生平历史，出版了《毛泽东传》。該書台灣正體字版為《毛澤東：真實的故事》。
2023年2月，潘佐夫接受風傳媒專訪時從歷史眼光談俄烏戰爭後的台海兩岸局勢，說「蔣介石依賴美國，我覺得是依賴太多了」，更說「今天美國總統不是艾森豪，美國很可能不保衛台灣」。

## 作品
- 《毛泽东：真實的故事》
- 《彭德怀自述》
- 《毛泽东诗词》
- 《苏俄在中国》
- 《布尔什维克与中国革命(1919-1927)》
- 《邓小平：革命人生》
- 《蔣介石：失敗的勝利者》